# Beerbongs & Bentleys
Beerbongs & Bentleys (skrivs som beerbongs & bentleys) är det andra studioalbumet av den amerikanska sångaren och rapparen Post Malone. Albumet släpptes den 27 april 2018 och innehåller samarbeten med bland andra Swae Lee, Nicki Minaj och 21 Savage. Albumet blev en stor succé och gick rakt in på förstaplatsen på Billboard 200. Det slog även det dåvarande rekordet på Spotify för flest streams under ett albums releasedag.
Skivan föregicks av tre singlar: rockstar, Candy Paint och Psycho.

## Bakgrund
Efter att ha slagit igenom stort med sitt debutalbum Stoney och dess välkända singlar, såsom Congratulations, White Iverson och I Fall Apart, började Malone marknadsföra sitt andra album under hösten 2017. Albumets första singel rockstar tillsammans med rapparen 21 Savage släpptes 15 september och blev en stor hit. Låten blev både Malones och 21 Savage's första låt att toppa Billboard Hot 100.
Den andra singeln Candy Paint släpptes den 20 oktober. Låten medverkade i filmen Fast & Furious 8.
Albumets tredje singel Psycho tillsammans med rapparen Ty Dolla Sign släpptes den 23 februari 2018. Låten blev Posts andra Billboard-etta.
Efter albumets släpp marknadsfördes även Ball For Me och Better Now som singlar.

## Låtlista

### Standardutgåva[7]
| Nr           | Titel                          | Längd |
| ------------ | ------------------------------ | ----- |
| 1.           | Paranoid                       | 3:41  |
| 2.           | Spoil My Night (med Swae Lee)  | 3:14  |
| 3.           | Rich & Sad                     | 3:26  |
| 4.           | Zack and Codeine               | 3:24  |
| 5.           | Takin' Shots                   | 3:36  |
| 6.           | rockstar (med 21 Savage)       | 3:38  |
| 7.           | Over Now                       | 4:07  |
| 8.           | Psycho (med Ty Dolla Sign)     | 3:41  |
| 9.           | Better Now                     | 3:50  |
| 10.          | Ball For Me (med Nicki Minaj)  | 3:26  |
| 11.          | Otherside                      | 3:48  |
| 12.          | Stay                           | 3:24  |
| 13.          | Blame It On Me                 | 4:21  |
| 14.          | Same Bitches (med G-Eazy & YG) | 3:32  |
| 15.          | Jonestown (Interlude)          | 1:52  |
| 16.          | 92 Explorer                    | 3:31  |
| 17.          | Candy Paint                    | 3:47  |
| 18.          | Sugar Wraith                   | 3:48  |
| Total längd: | Total längd:                   | 64:26 |

### Japansk Deluxe-utgåva
| Nr           | Titel                       | Längd |
| ------------ | --------------------------- | ----- |
| 19.          | I Fall Apart                | 3:43  |
| 20.          | Congratulations             | 3:43  |
| 21.          | Deja Vu (med Justin Bieber) | 3:54  |
| Total längd: | Total längd:                | 75:30 |